# Улица Громова (Москва)
У́лица Гро́мова — небольшая улица на севере Москвы в районе Лианозово Северо-Восточного административного округа, от улицы Фёдорова до улицы Слепнёва.

## История
Названа в 1936 году в честь Героя Советского Союза, лётчика-испытателя Михаила Михайловича Громова  (1899—1985), который вместе с А. Б. Юмашевым и С. А. Данилиным совершил перелёт по маршруту Москва — Северный полюс — США (1937).

## Местоположение
Улица Громова находится в дачном посёлке имени Ларина, начинается от улицы Фёдорова, проходит на северо-запад, пересекает улицы Водопьянова, Молокова, Шмидта и заканчивается на улице Слепнёва около МКАД. Раньше доходила до улицы Каманина, однако, в результате реконструкции МКАД северная часть посёлка Ларина была снесена.